# Yuncler (kommunhuvudort)
Yuncler är en kommunhuvudort i Spanien.   Den ligger i provinsen Toledo och regionen Kastilien-La Mancha, i den centrala delen av landet, 40 km söder om huvudstaden Madrid. Yuncler ligger 527 meter över havet och antalet invånare är 2 467.
Terrängen runt Yuncler är platt. Runt Yuncler är det ganska tätbefolkat, med 120 invånare per kvadratkilometer. Närmaste större samhälle är Illescas, 10,1 km norr om Yuncler. Trakten runt Yuncler består till största delen av jordbruksmark.